# 14 ans, premier amour
Série
14+ : Suite
(2023)
Pour plus de détails, voir Fiche technique et Distribution.
14 ans, premier amour (14+) est un film russe réalisé par Andreï Zaitsev, sorti en 2015. Il est présenté à la Berlinale 2015 en section Generation.

## Synopsis
Alex et Vika, deux adolescents de deux écoles rivales, sont amoureux l'un de l'autre.

## Fiche technique
- Titre original : 14+
- Titre français : 14 ans, premier amour
- Réalisation : Andreï Zaitsev
- Costumes : Alana Snetkova
- Photographie : Chandor Berkeshi et Kirill Bobrov
- Montage : Yulia Batalova et Andreï Zaitsev
- Sociétés de production : Central Partnership, Fond kino, September Studio
- Sociétés de distribution :  France : Fratel films
- Pays d'origine :  Russie
- Format : Couleurs - 35 mm - 1,85:1
- Genre : drame
- Durée : 102 minutes
- Dates de sortie :
  -  Allemagne : 7 février 2015 (Berlinale 2015 en section Generation)
  -  Russie : 8 octobre 2015
  -  France : 10 mai 2017

## Distribution
- Gleb Kalioujni : Alex
- Ouliana Vaskovitch : Vika
- Olga Ozollapinia : mère d'Alex
- Dmitri Barinov : Dron
- Ksenia Pakhomova : Roussalka
- Daniil Pikoula : Vitiok
- Elizaveta Makedonskaïa : Katia
- Alexeï Filimonov : Volkov

## Production

### Distribution des rôles
Les acteurs sont amateurs, ils n'ont pas été choisis via un casting classique mais via Vkontakte, le site Web de Réseautage social russe similaire à Facebook.

### Tournage
Le flm a été tourné durant l'été 2013, dans la banlieue résidentielle de Moscou.

### Musique
Ce sont les adolescents qui ont choisi la musique présente dans le film.
Des extraits musicaux des chansons suivantes sont inclus dans le film :
- Ciao Ragazzi d'Adriano Celentano.
- Je t'aime… moi non plus de Serge Gainsbourg et Jane Birkin.
- Out of Time Man de la Mano Negra.
- Happy Birthday, Sweet Sixteen de Neil Sedaka.
- Creep de Radiohead.
- Зеленоглазое такси de Mikhaïl Boyarski.

## Sortie

### Accueil critique
En France, le site Allociné recense une moyenne des critiques presse de 3,1/5, et des critiques spectateurs à 3,5/5.
Le film en version originale a fait sur YouTube au 10 mars 2019, 87 859 442 vues.

## Distinctions

### Récompenses
- Kinotavr 2015 : Prix spécial du jury.
- Festival du cinéma russe à Honfleur 2015 : Prix du meilleur film[5].

### Sélection
- Berlinale 2015 : sélection en section Generation.